# Albo d'oro del campionato sovietico di calcio
La pagina racchiude l'albo d'oro della massima divisione del campionato sovietico di calcio, istituita nel 1936 e conclusasi con la dissoluzione dell'Unione Sovietica nel 1991.

## Albo d'oro
| Anno                   | Vincitore            | Secondo posto   | Terzo posto           | Capocannoniere |
| ---------------------- | -------------------- | --------------- | --------------------- | --- |
| 1936 (primavera) (1ª)  | Dinamo Mosca (1)     | Dinamo Kiev     | Spartak Mosca         | Michail Semičastnyj (Dinamo Mosca, 6 goal)                                                                                           |
| 1936 (autunno) (2ª)    | Spartak Mosca (1)    | Dinamo Mosca    | Dinamo Tbilisi        | Georgij Glazkov (Spartak Mosca, 6 goal)                                                                                              |
| 1937 (3ª)              | Dinamo Mosca (2)     | Spartak Mosca   | Dinamo Kiev           | Boris P'aich'adze (Dinamo Tbilisi, 8 goal) Leonid Rumjancev (Spartak Mosca, 8 goal) Vasilij Smirnov (Dinamo Mosca, 8 goal)           |
| 1938 (4ª)              | Spartak Mosca (2)    | CDKA Mosca      | Metallurg Mosca       | Makar Hončarenko (Dinamo Kiev, 20 goal)                                                                                              |
| 1939 (5ª)              | Spartak Mosca (3)    | Dinamo Tbilisi  | CDKA Mosca            | Grigorij Fedotov (CDKA Mosca, 21 goal)                                                                                               |
| 1940 (6ª)              | Dinamo Mosca (3)     | Dinamo Tbilisi  | Spartak Mosca         | Grigorij Fedotov (CDKA Mosca, 21 goal) Sergej Solov'ëv (Dinamo Mosca, 21 goal)                                                       |
| 1945 (7ª)              | Dinamo Mosca (4)     | CDKA Mosca      | Torpedo Mosca         | Vsevolod Bobrov (CDKA Mosca, 24 goal)                                                                                                |
| 1946 (8ª)              | CDKA Mosca (1)       | Dinamo Mosca    | Dinamo Tbilisi        | Aleksandr Ponomarëv (Torpedo Mosca, 18 goal)                                                                                         |
| 1947 (9ª)              | CDKA Mosca (2)       | Dinamo Mosca    | Dinamo Tbilisi        | Vsevolod Bobrov (CDKA Mosca, 14 goal) Valentin Nikolaev (CDKA Mosca, 14 goal) Sergej Solov'ëv (Dinamo Mosca, 14 goal)                |
| 1948 (10ª)             | CDKA Mosca (3)       | Dinamo Mosca    | Spartak Mosca         | Sergej Solov'ëv (Dinamo Mosca, 25 goal)                                                                                              |
| 1949 (11ª)             | Dinamo Mosca (5)     | CDKA Mosca      | Spartak Mosca         | Nikita Simonjan (Spartak Mosca, 26 goal)                                                                                             |
| 1950 (12ª)             | CDKA Mosca (4)       | Dinamo Mosca    | Dinamo Tbilisi        | Nikita Simonjan (Spartak Mosca, 34 goal)                                                                                             |
| 1951 (13ª)             | CDKA Mosca (5)       | Dinamo Tbilisi  | Šachtar               | Avtandil Ghoghoberidze (Dinamo Tbilisi, 16 goal)                                                                                     |
| 1952 (14ª)             | Spartak Mosca (4)    | Dinamo Kiev     | Dinamo Mosca          | Andrej Zazroev (Dinamo Kiev, 11 goal)                                                                                                |
| 1953 (15ª)             | Spartak Mosca (5)    | Dinamo Tbilisi  | Torpedo Mosca         | Avtandil Ghoghoberidze (Dinamo Tbilisi, 11 goal) Nikita Simonjan (Spartak Mosca, 11 goal)                                            |
| 1954 (16ª)             | Dinamo Mosca (6)     | Spartak Mosca   | Spartak Minsk         | Anatolij Il'in (Spartak Mosca, 11 goal) Vladimir Il'in (Dinamo Mosca, 11 goal) Antonin Sočnev (Trudovye Rezervy Leningrado, 11 goal) |
| 1955 (17ª)             | Dinamo Mosca (7)     | Spartak Mosca   | CDKA Mosca            | Ėduard Strel'cov (Torpedo Mosca, 15 goal)                                                                                            |
| 1956 (18ª)             | Spartak Mosca (6)    | Dinamo Mosca    | CDKA Mosca            | Vasilij Buzunov (ODO Sverdlovsk, 17 goal)                                                                                            |
| 1957 (19ª)             | Dinamo Mosca (8)     | Torpedo Mosca   | Spartak Mosca         | Vasilij Buzunov (CSK MO Mosca, 16 goal)                                                                                              |
| 1958 (20ª)             | Spartak Mosca (7)    | Dinamo Mosca    | CSK MO Mosca          | Anatolij Il'in (Spartak Mosca, 19 goal)                                                                                              |
| 1959 (21ª)             | Dinamo Mosca (9)     | Lokomotiv Mosca | Dinamo Tbilisi        | Zaur K'aloevi (Dinamo Tbilisi, 16 goal)                                                                                              |
| 1960 (22ª)             | Torpedo Mosca (1)    | Dinamo Kiev     | Dinamo Mosca          | Zaur K'aloevi (Dinamo Tbilisi, 20 goal)                                                                                              |
| 1961 (23ª)             | Dinamo Kiev (1)      | Torpedo Mosca   | Spartak Mosca         | Gennadij Gusarov (Torpedo Mosca, 22 goal)                                                                                            |
| 1962 (24ª)             | Spartak Mosca (8)    | Dinamo Mosca    | Dinamo Tbilisi        | Michail Mustygin (Dinamo Minsk, 17 goal)                                                                                             |
| 1963 (25ª)             | Dinamo Mosca (10)    | Spartak Mosca   | Dinamo Minsk          | Oleg Kopaev (SKA Rostov, 27 goal) |
| 1964 (26ª)             | Dinamo Tbilisi (1)   | Torpedo Mosca   | CSKA Mosca            | Vladimir Fedotov (CSKA Mosca, 16 goal)                                                                                               |
| 1965 (27ª)             | Torpedo Mosca (2)    | Dinamo Kiev     | CSKA Mosca            | Oleg Kopaev (SKA Rostov, 18 goal) |
| 1966 (28ª)             | Dinamo Kiev (2)      | SKA Rostov      | Neftyanik Baku        | Ilia Datunashvili (Dinamo Tbilisi, 20 goal)                                                                                          |
| 1967 (29ª)             | Dinamo Kiev (3)      | Dinamo Mosca    | Dinamo Tbilisi        | Michail Mustygin (Dinamo Minsk, 19 goal)                                                                                             |
| 1968 (30ª)             | Dinamo Kiev (4)      | Spartak Mosca   | Torpedo Mosca         | Berador Abduraimov (Paxtakor, 22 goal) Giorgi Gavasheli (Dinamo Tbilisi, 22 goal)                                                    |
| 1969 (31ª)             | Spartak Mosca (9)    | Dinamo Kiev     | Dinamo Tbilisi        | Jemal Kherkhadze (T'orp'edo Kutaisi, 16 goal) Nikolaj Osjanin (Spartak Mosca, 16 goal) Vladimir Proskurin (SKA Rostov, 16 goal)      |
| 1970 (32ª)             | CSKA Mosca (6)       | Dinamo Mosca    | Spartak Mosca         | Givi Nodia (Dinamo Tbilisi, 17 goal)                                                                                                 |
| 1971 (33ª)             | Dinamo Kiev (5)      | Ararat          | Dinamo Tbilisi        | Ėduard Malafeeŭ (Dinamo Minsk, 16 goal)                                                                                              |
| 1972 (34ª)             | Zorja (1)            | Dinamo Kiev     | Dinamo Tbilisi        | Oleh Blochin (Dinamo Kiev, 14 goal)                                                                                                  |
| 1973 (35ª)             | Ararat (1)           | Dinamo Kiev     | Dinamo Mosca          | Oleh Blochin (Dinamo Kiev, 18 goal)                                                                                                  |
| 1974 (36ª)             | Dinamo Kiev (6)      | Spartak Mosca   | Čornomorec'           | Oleh Blochin (Dinamo Kiev, 20 goal)                                                                                                  |
| 1975 (37ª)             | Dinamo Kiev (7)      | Šachtar         | Dinamo Mosca          | Oleh Blochin (Dinamo Kiev, 18 goal)                                                                                                  |
| 1976 (primavera) (38ª) | Dinamo Mosca (11)    | Ararat          | Dinamo Tbilisi        | Arkadi Andreasyan (Ararat, 8 goal)                                                                                                   |
| 1976 (autunno) (39ª)   | Torpedo Mosca (1)    | Dinamo Kiev     | Dinamo Tbilisi        | Aleksandr Markin (Zenit Leningrado, 13 goal)                                                                                         |
| 1977 (40ª)             | Dinamo Kiev (8)      | Dinamo Tbilisi  | Torpedo Mosca         | Oleh Blochin (Dinamo Kiev, 17 goal)                                                                                                  |
| 1978 (41ª)             | Dinamo Tbilisi (2)   | Dinamo Kiev     | Šachtar               | Georgij Jarcev (Spartak Mosca, 19 goal)                                                                                              |
| 1979 (42ª)             | Spartak Mosca (10)   | Šachtar         | Dinamo Kiev           | Vitalij Staruchin (Šachtar, 26 goal)                                                                                                 |
| 1980 (43ª)             | Dinamo Kiev (9)      | Spartak Mosca   | Zenit San Pietroburgo | Serhij Andrjejev (SKA Rostov, 20 goal)                                                                                               |
| 1981 (44ª)             | Dinamo Kiev (10)     | Spartak Mosca   | Dinamo Tbilisi        | Ramaz Šengelija (Dinamo Tbilisi, 23 goal)                                                                                            |
| 1982 (45ª)             | Dinamo Minsk (1)     | Dinamo Kiev     | Spartak Mosca         | Andrej Jakubik (Paxtakor, 23 goal)                                                                                                   |
| 1983 (46ª)             | Dnepr (1)            | Spartak Mosca   | Dinamo Minsk          | Jurij Gavrilov (Spartak Mosca, 18 goal)                                                                                              |
| 1984 (47ª)             | Zenit Leningrado (1) | Spartak Mosca   | Dnepr                 | Serhij Andrjejev (SKA Rostov, 20 goal)                                                                                               |
| 1985 (48ª)             | Dinamo Kiev (11)     | Spartak Mosca   | Dnepr                 | Oleh Protasov (Dnepr, 35 goal) |
| 1986 (49ª)             | Dinamo Kiev (12)     | Spartak Mosca   | Dinamo Mosca          | Aleksandr Borodjuk (Dinamo Mosca, 21 goal)                                                                                           |
| 1987 (50ª)             | Spartak Mosca (11)   | Dnepr           | Žalgiris              | Oleh Protasov (Dnepr, 18 goal) |
| 1988 (51ª)             | Dnepr (2)            | Dinamo Kiev     | Torpedo Mosca         | Aleksandr Borodjuk (Dinamo Mosca, 16 goal) Jevhen Šachov (Dnepr, 16 goal)                                                            |
| 1989 (52ª)             | Spartak Mosca (12)   | Dnepr           | Dinamo Kiev           | Sergej Rodionov (Spartak Mosca, 16 goal)                                                                                             |
| 1990 (53ª)             | Dinamo Kiev (13)     | CSKA Mosca      | Dinamo Mosca          | Oleh Protasov (Dinamo Kiev, 12 goal) Valerij Šmarov (Spartak Mosca, 12 goal)                                                         |
| 1991 (54ª)             | CSKA Mosca (7)       | Spartak Mosca   | Torpedo Mosca         | Igor' Kolyvanov (Dinamo Mosca, 18 goal)                                                                                              |

### Titoli per club
| Club             | Vittorie | Secondi posti | Anni                                                                                     |
| ---------------- | -------- | ------------- | ---------------------------------------------------------------------------------------- |
| Dinamo Kiev      | 13       | 11            | 1961, 1966, 1967, 1968, 1971, 1974, 1975, 1977, 1980, 1981, 1985, 1986, 1990             |
| Spartak Mosca    | 12       | 11            | 1936 (autunno), 1938, 1939, 1952, 1953, 1956, 1958, 1962, 1969, 1979, 1987, 1989         |
| Dinamo Mosca     | 11       | 11            | 1936 (primavera), 1937, 1940, 1945, 1949, 1954, 1955, 1957, 1959, 1963, 1976 (primavera) |
| CSKA Mosca       | 7        | 4             | 1946, 1947, 1948, 1950, 1951, 1970, 1991                                                 |
| Torpedo Mosca    | 3        | 4             | 1960, 1965, 1976 (autunno)                                                               |
| Dinamo Tbilisi   | 2        | 5             | 1964, 1978                                                                               |
| Dnepr            | 2        | 2             | 1983, 1988                                                                               |
| Ararat           | 1        | 2             | 1973                                                                                     |
| Dinamo Minsk     | 1        |               | 1982                                                                                     |
| Zenit Leningrado | 1        |               | 1984                                                                                     |
| Zorja            | 1        |               | 1972                                                                                     |
| Šachtar          |          | 2             |                                                                                          |
| Lokomotiv Mosca  |          | 1             |                                                                                          |
| SKA Rostov       |          | 1             |                                                                                          |

### Titoli per città
| Città           | Titoli | Squadre vincenti                                                         |
| --------------- | ------ | ------------------------------------------------------------------------ |
| Mosca           | 33     | Dinamo Mosca (11), Spartak Mosca (12), CSKA Mosca (7), Torpedo Mosca (3) |
| Kiev            | 13     | Dinamo Kiev (13)                                                         |
| Tbilisi         | 2      | Dinamo Tbilisi (2)                                                       |
| Dnipro          | 2      | Dnepr (2)                                                                |
| Erevan          | 1      | Ararat (1)                                                               |
| Minsk           | 1      | Dinamo Minsk (1)                                                         |
| San Pietroburgo | 1      | Zenit Leningrado (1)                                                     |
| Luhans'k        | 1      | Zorja (1)                                                                |

### Titoli per Repubblica
| Repubblica     | Titoli | Secondi posti | Presenze | Club vincitori                                                                             |
| -------------- | ------ | ------------- | -------- | ------------------------------------------------------------------------------------------ |
| RSFS Russa     | 34     | 32            | 416      | Spartak Mosca (12) Dinamo Mosca (11) CSKA Mosca (7) Torpedo Mosca (3) Zenit Leningrado (1) |
| RSS Ucraina    | 16     | 15            | 191      | Dinamo Kiev (13) Dnepr (2) Zorja (1)                                                       |
| RSS Georgiana  | 2      | 5             | 68       | Dinamo Tbilisi (2)                                                                         |
| RSS Armena     | 1      | 2             | 33       | Ararat (1)                                                                                 |
| RSS Bielorussa | 1      |               | 39       | Dinamo Minsk (1)                                                                           |
| RSS Azera      |        |               | 29       |                                                                                            |
| RSS Lituana    |        |               | 11       |                                                                                            |
| RSS Kazaka     |        |               | 24       |                                                                                            |
| RSS Uzbeka     |        |               | 22       |                                                                                            |
| RSS Moldava    |        |               | 7        |                                                                                            |
| RSS Lettone    |        |               | 7        |                                                                                            |
| RSS Tagika     |        |               | 3        |                                                                                            |
| RSS Estone     |        |               | 2        |                                                                                            |
| RSS Kirghisa   |        |               | 0        |                                                                                            |
| RSS Turkmena   |        |               | 0        |                                                                                            |